# كيسة القناة الأنفية الحنكية
كيسة القناة الأنفية الحنكية أو كيسة المجرى الأنفي الحنكي (بالإنجليزية: Nasopalatine duct cyst)‏(اختصارها: NPDC) تحدث في منتصف الحنك، عادة تكون قبل أو أمام الضرس الأول. عادة ما تظهر بين جذور القواطع المركزية العلوية. في الأشعة قد يظهر مثل شكل منفذ للأشعة يشبه شكل القلب. عادة يكون بدون أعراض، ولكن في بعض الأحيان تسبب ارتفاع الجزء العلوي من الحنك.تم وصفها لأول مرة من قبل (Meyer) عام 1914.
تم تحديد الكيسة الحنكية المتوسطة على أنها كيسة المجرى الأنفي الحنكي ولكن في موقع خلفي.

## سبب المرض والتشخيص
تاريخيًا، سبب المرض الخاص بكيسة المجرى الأنفي الحنكي غامض نوعًا ما. على الرغم من أنه افترض في الأساس أن الكيسة تكونت من الخلايا الظهارية المحصورة خلال الاندماج الجنيني لعظام الحنك، ويعتقد الآن أنه يتكون من القنوات الفموية الأنفية التي تظهر عند القنوات القاطعة.
تتطلب كيسة المجرى الأنفي الحنكي التحليل الهيستولوجي للحصول على تشخيص قاطع. إشعاعيًا، كيسة المجرى الأنفي الحنكي تظهر كشكل محدد جيدًا دائري، بيضاوي، أو كشكل القلب ويظهر في منتصف الفك العلوي.

## مدى حدوثه
هي أكثر كيسة شائعة غير سنية المنشأ في تجويف الفم، بمعدل حدوث تقديري 73%.

## المظهر السريري والعلاج
كيسة المجرى الأنفي الحنكي عادةً ما تظهر كانتفاخ في الحنك بدون أعراض، ولكن نادرًا ما يصاحبها ألم أو قيح. علاج أي كيسة غالبًا ما يكون باستئصالها.